# Harry Borochow
Harry (Hageu) Borochow (15 de junho de 1898 – 20 de outubro de 1993) foi um jogador de xadrez, participou de competições de xadrez de 1917 a 1958, foi campeão da Califórnia em 1930–1938, presidente da Associação de Xadrez da Califórnia em 1960 e irmão mais novo de Ber Borochov.

## Biografia

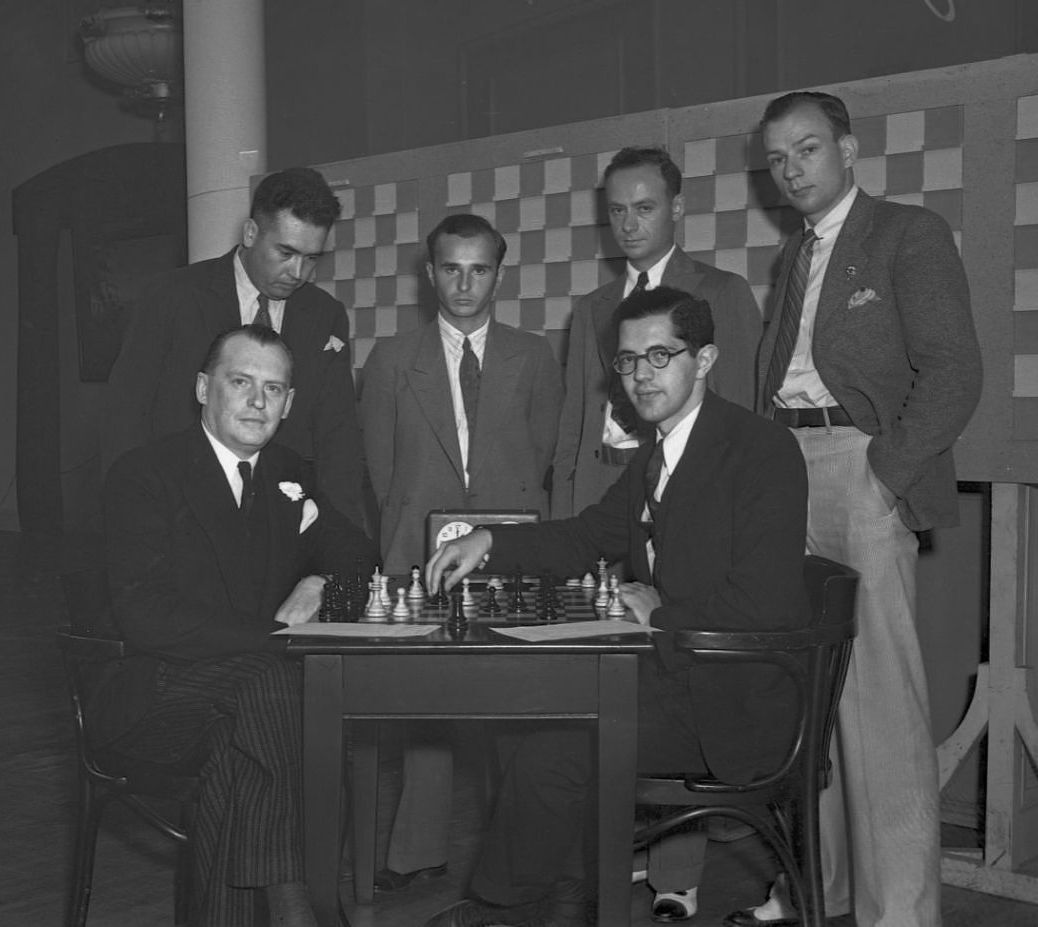
sentido horário: Alexander Alekhine (sentado), en, Samuel Reshevsky, Harry Borochow, Arthur William Dake, Isaac Kashdan (sentado), hotel Meryland, Pasadena, 1932.

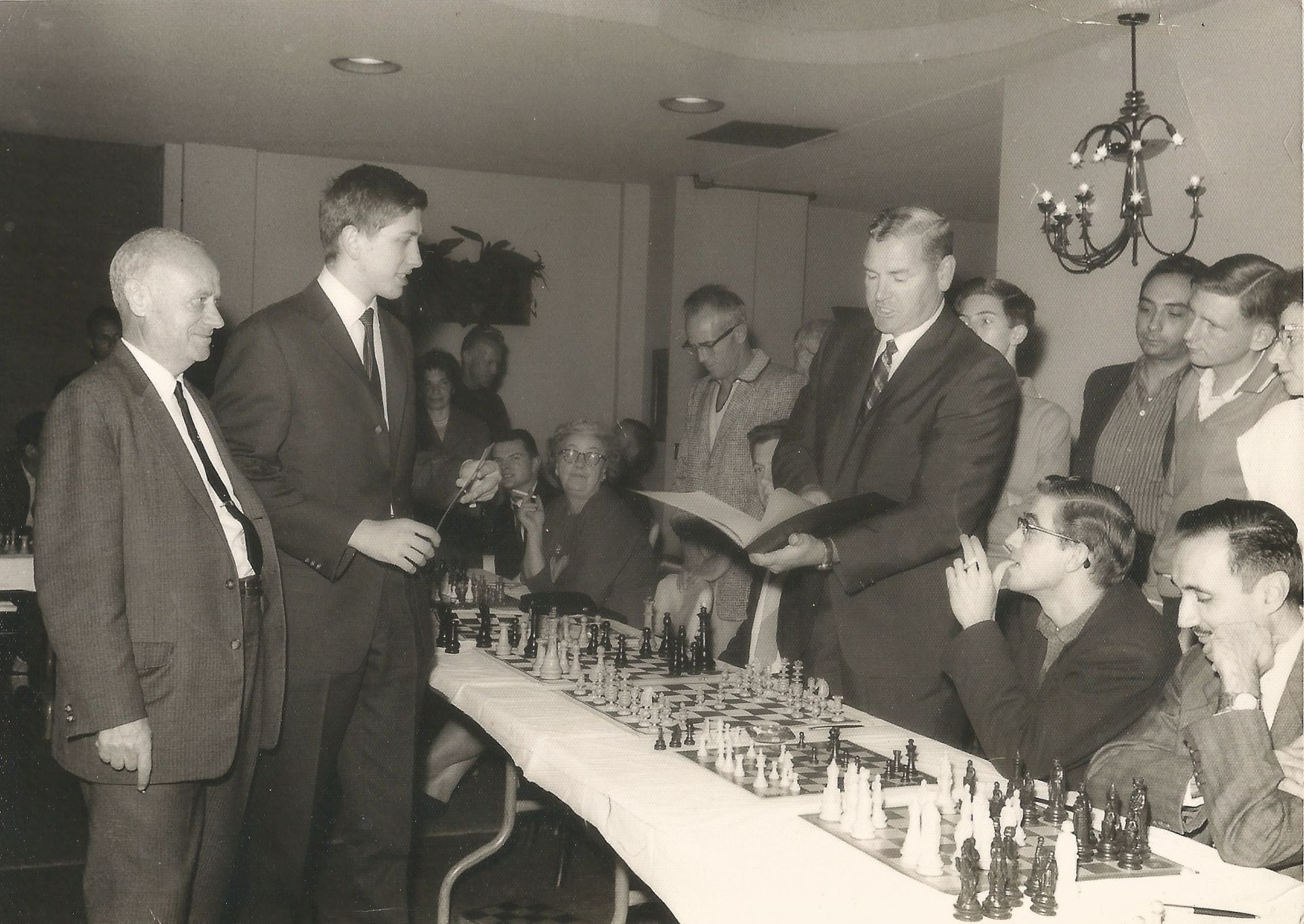
Harry Borochow e Bobby Fischer no Ambassador Hotel, 1961.
Fischer jogou simultaneamente com 50 adversários, venceu 40 jogos, perdeu três e empatou sete. Borochow foi o árbitro.

Harry Borochow nasceu em Poltava, capital do oblast de Poltava do Império Russo, na zona de assentamento judeu na Rússia (desde 1991 na Ucrânia). A família Borochov foi perseguida pela polícia czarista devido às atividades de Ber, que nasceu em 1881. Em 1902, a primeira filha Nadia (nascida em 1883) emigrou para Nova Iorque nos Estados Unidos com 15 dólares americanos quando tinha 19 anos, viu que estava tudo bem, escreveu para a família dela e, em 1903, Harry imigrou para Nova York aos cinco anos de idade com seus pais e irmãos, quando Ber, de 22 anos, permaneceu na Rússia.
Borochow começou a jogar xadrez aos oito anos de idade, mas até 1917 não participou de competições. Em 1917 ele ganhou o campeonato colégio, realizado pelo City College (Nova Iorque) [es], com uma pontuação de 15–½, e o Campeonato de Clubes de Xadrez de Nova York com uma pontuação de 7–1.
Em 1918 foi capitão da equipe do City College e levou-a à sua primeira vitória contra as Universidades da Pensilvânia (Penn) e Cornell, que terminou com cinco vitórias e três empates. As equipes Penn e Cornell se juntaram à equipe do City College e derrotaram o quarteto das universidades de Columbia, Harvard, Yale e Princeton com uma pontuação de 9-4. Ao lado de Borochow no time 2 da faculdade, Meir Shimshelevich, sobrinho de Yitzhak Ben-Zvi, jogou no time 1 da Penn.
Borochow mudou-se para Los Angeles, Califórnia, e em 1919–1921 conquistou três vezes o segundo lugar no Campeonato de Los Angeles. Em 27 de junho de 1921 às 11 da manhã Samuel Reshevsky aos nove anos e meio jogou simultaneamente contra vinte jogadores no Athletic Club em Los Angeles na frente de mais de 300 espectadores, derrotou 14 competidores e terminou com um empate contra Borochow e contra outros cinco jogadores, entre eles Donald Henry Mugridge, de 16 anos. Em 4 de julho de 1921, Reshevsky novamente jogou dois jogos com os olhos vendados contra Borochow e venceu os dois.
Em 1922 e em 1924–1925, Borochow venceu o Campeonato de Los Angeles, derrotando Stasch Mlotkowski [en], Mugridge e outros. Em 1920, ele conquistou o terceiro lugar no Campeonato da Califórnia e, em 1921, conquistou o segundo lugar. Em 1930–1932, ele venceu o Campeonato da Califórnia três vezes, derrotando Mlotkowski, Mugridge e outros.
Em agosto de 1932, Borochow ajudou a organizar uma convenção de xadrez no Maryland Hotel em Pasadena, promovida pelo diretor Cecil B. DeMille. 35 concorrentes participaram. No congresso jogaram Borochow, Reshevsky e outros mestres como José Joaquín Araiza [en] do México, Isaac Kashdan, Alexander Alekhine e Arthur William Dake. Nesta conferência, Reshevsky perdeu para Borochow, Kashdan, Alekhine e Fred Reinfeld [en], e venceu Araiza, Dake e outros três jogadores. O resultado que Borochow alcançou na conferência foi 5½–5½, um ponto a menos que Alekhine e Kashdan, e meio ponto a menos que Reshevsky e Dake. Em suas partidas contra Kashdan e Dake, Borochow terminou empatado e foi o único jogador americano que venceu Reshevsky e Reuben Fine no mesmo torneio.
Aqueles que conseguiram derrotar Borochow eram jogadores jovens. Como resultado, ele preferiu promover jogadores jovens em vez de competir com eles. Foi assim que ele promoveu Bobby Fischer, atuou como árbitro substituto na partida Fischer contra Reshevsky e estava entre os especialistas que avaliaram a vitória de Fischer sobre Boris Spassky com o resultado 12½–8½.

## Família
Harry Borochow era um sionista e visitou Israel várias vezes, antes da Guerra dos Seis Dias e depois, quando ele está acompanhado por seu sobrinho David Borochov. Trabalhou como consultor de seguros e foi casado com Ida que morreu em 1967. deixou duas filhas.
Galeria
- Da direita para a esquerda: Harry, Nadia, mãe Chaya Rachel, Lima, Lisa (nascida em 1905) filha de Nadia, Nova Iorque, por volta de 1912
- Harry e Ida Borochow na Casa Lessin [es] em Tel Aviv com David Borochov. Ida senta-se com flores e David senta-se à esquerda de Harry. Harry e Ida eram convidados do Histadrut.[18] 10 de novembro de 1964
- Harry e David estão recebendo livros de escritos de Ber Borochov da Histadrut. Ida os observa, 10 de novembro de 1964
- A estátua de Ber Borochov no Kibutz Mishmar HaNegev [en] com Harry e David Borochov à esquerda da estátua, novembro de 1964
- Harry Borochow na Galileia, segundo da esquerda, novembro de 1964
- Harry Borochow em Ascalão ao lado de uma placa datada de 18 de dezembro de 1959 sobre a contribuição dos judeus sul-africanos para o estabelecimento do novo Ascalão, novembro de 1964